# KTX (차량)
KTX (100000호대, Korea Train eXpress)는 프랑스의 알스톰 사의 기술로 개발하였으며 대한민국의 현대로템이 알스톰사와 라이선스 계약을 체결하여 국내에서 조립, 생산한 대한민국 최초의 고속철도 차량이다. 현재 1개 편성 20량, 총 46개 편성(920량)이 운행되고 있다.

## 개요

### 성능
사양은 TGV 레조와 동일하며 출력 증대를 위한 모터 블록 추가, 직류 1.5KV 장치 제거, 답면구배 조정이 실시되었고 회생 제동도 추가되었다. 대차는 기관차에 통형고무식, 객차에 한쪽지지 액슬빔식 볼스터리스 대차를 채용하였다. 2차 서스펜션은 공기 용수철, 축거는 3.0m와 2.5m다. 고속으로 주행하기 때문에 사행동 억제를 위해서 요댐퍼가 설치되어 있다.

### 차체
차체는 연강(마일드 스틸)제이며, 테제베 계열의 열차의 특징이라고 할 수 있는 관절대차를 채용하고 있다. 주 전동기로는 1,130kW의 동기전동기를 사용한다. 선두부는 스페인의 AVE 렌페 클래스 100과 비슷하나 KTX가 더 날렵하고 운전실창은 TGV-R과 같다.

### 기타 사항
- 001 ~ 012호기는 프랑스 알스톰에서 직수입한 차량이며, 현대로템 창원 공장에서 조립생산하였다.
  - 001 ~ 002호기는 특히 경부고속선 공사 초기 시운전 및 학술적 연구를 위해 1998년에 수입되었다.
- 013 ~ 046호기는 대한민국의 열차 제작 회사 현대로템이 프랑스 알스톰으로부터 기술 제휴를 받아 생산한 차량이다.
  - 036호기는 대한민국의 대통령이 공무수행 중 이용할 수 있는 전용 특별 동차 편성으로 지정되었으나 현재는 KTX-산천 109호기로 대체되었고, 이 편성은 일반 편성과 동일하게 개조되었으나, 1호차와 18호차의 좌석이 24석으로 운영되고 있다.
- 2016년 3월부터 KTX-산천 (140000호대) 도입과 함께 개번 과정에서 백의자리 0을 추가해 001호기부터 046호기로 개번하였다.
- 또한 2014년 10월부터 반수명 대수선 시행으로 인하여 일부 차량의 외관이 새롭게 대수선되었다. 해당 차량은 1~4, 7, 9~11, 13~15, 17, 19~22, 24~27, 31~33, 35, 37, 40, 43~45호기이다.

| 호차번호                        | 좌석수 | 비고 |
| 특실                            | 특실   | 특실 |
| ------------------------------- | ------ | --- |
| 2호차                           | 25석   | |
| 3호차                           | 35석   | |
| 4호차                           | 32석   | |
| 총계                            | 92석   | |
| 일반실                          |        | |
| 5호차                           | 55석   | 이전에는 특실이었다. |
| 1, 6, 8, 11, 13, 15, 17, 18호차 | 56석   | 1호차 같은 경우 영화객실은 2014년 12월 22일부터 롯데시네마 사정으로 운영하지 않는다. 또한 1호차와 18호차의 경우, 24석으로 운영하는 편성도 있다. |
| 7, 9, 10, 12, 14, 16호차        | 60석   | |
| 총계                            | 859석  | |

### 영업 구간
- 2025년 4월 14일 기준
- KTX-산천: 파란색
  - 원강산천: 초록색
- KTX-이음: 하늘색
- KTX-청룡: 노란색

| 노선               | 구간 | 번호 |
| ------------------ | --- | --- |
| 경부고속선         | | |
| 서울 - 부산        | 1, 2, 3, 4, 5, 6, 8, 9, 10, 12, 13, 14, 15, 18, 19, 20, 21, 22, 23, 24, 25, 26, 27, 28, 29, 30, 31, 32, 33, 34, 35, 37, 38, 39, 42, 43, 44, 45, 46, 47, 48, 49, 50, 51, 53, 54, 55, 56, 59, 60, 61, 62, 63, 64, 65, 67, 68, 69, 70, 71, 72, 73, 74, 75 / 80, 82, 84, 86, 87, 88, 89, 90, 91, 92, 93, 94, 95, 96, 97, 191, 192, 193, 196, 197, 198 | |
| 행신 - 부산        | 7, 11, 16, 17, 36, 40, 41, 52, 57, 58, 66 / 83, 85, 98, 100/183, 185, 195 | |
| 서울 - 동대구      | 117, 120 | |
| 서울 - 대전        | 116, 118, 119 | |
| 경부선             | 서울 - 구포 - 부산 | 101, 102, 103, 104, 105, 106, 107, 108, 109, 110, 111, 112 / 161, 162, 163, 164, 165, 166 |
| 경부선             | 서울 - 수원 - 부산 | 121, 122, 123, 124, 125, 126, 127, 128 / 171, 172, 173, 174, 175, 176, 177, 178 |
| 동해선             | 서울 - 포항 | 231, 232, 233, 236, 237, 238, 240, 241, 242, 243, 244, 246, 247, 248, 249, 250, 251, 252, 253, 255, 291, 292, 293, 294, 295, 296, 297, 298 |
| 동해선             | 행신 - 포항 | 234, 235, 239, 245, 254 |
| 경전선             | 서울 - 마산 | 202, 207, 210, 215, 216, 217, 220, 223, 224 / 286, 287 |
| 경전선             | 행신 - 마산 / 진주 | 204, 211, 212, 213,219, 222 |
| 경전선             | 서울 - 진주 | 201, 203, 206, 205, 208, 209, 213, 214, 218, 221 / 281, 282, 283, 284, 285, 288 |
| 호남고속선, 호남선 | 용산 - 목포 | 401, 403, 406, 409, 410, 419, 420, 421, 423, 426, 430, 432, 435, 437, 438 |
| 호남고속선, 호남선 | 행신 - 목포 | 404, 405, 407, 408, 415, 417, 424, 434, 440 |
| 호남고속선, 호남선 | 서울 - 목포 | 412, 413, 414, 418, 422, 427, 429, 433 |
| 호남고속선, 호남선 | 용산 - 광주송정 | 402, 411, 416, 425, 428, 431, 436, 439 / 441, 442 |
| 호남고속선, 호남선 | 목포 - 서대전 - 서울 | 472 |
| 호남고속선, 호남선 | 서대전 - 서울 | 473 |
| 전라선             | 용산 - 서대전 - 여수엑스포 | 581, 582, 583, 584 |
| 전라선             | 용산 - 여수엑스포 | 501, 505, 506, 509, 510, 513, 518, 522 |
| 전라선             | 서울 - 여수엑스포 | 508, 514, 515, 517 |
| 전라선             | 여수엑스포→서울 | 516 |
| 전라선             | 여수엑스포→행신 | 502, 504, 512, 520, 524, 542, 544 |
| 전라선             | 행신 - 여수엑스포 | 503, 507, 511, 519, 543 |
| 전라선             | 용산 - 서대전 - 전주 | 585, 586, 587, 588, 589, 590 |
| 중앙선             | 청량리 - 안동 | 701, 714, 781, 782 |
| 중앙선             | 서울 - 안동 | 702, 704, 705, 707, 708, 711, 712, 715 |
| 중앙선             | 청량리 - 부전 | 703, 706, 709, 710, 713, 716 |
| 중부내륙선         | 판교 - 문경 | 731, 732, 733, 734, 735, 736, 737, 738 |
| 강릉선             | 서울/청량리 - 강릉 | 801, 802, 803, 804, 806, 807, 808, 809, 810, 811, 812, 813, 814, 815, 816, 817, 818, 819, 820, 821, 822, 823, 824, 825, 827, 828, 831, 832 / 851, 852, 853, 854, 855, 856, 857, 858, 859, 860, 861, 862, 863, 864, 865, 866, 867, 868, 871, 872 |
| 강릉선             | 행신 - 강릉 | 805, 826 |
| 영동선             | 서울/청량리 - 동해 | 840, 841, 842, 843, 844, 845, 846, 847, 848, 849 / 881, 883, 884, 886, 887, 888 |

## 현황
- 가시성을 높이기 위해 현재 운행 중인 차량은 굵은 글씨로 표시하였다.
- 1~12호기는 알스톰에서, 13~46호기는 현대로템 창원공장에서 제작하였다.
- 모든 차량은 사이리스터 위상제어(GTO) 소자를 사용한다.

| 차호     | 도입 시기       | 운행 중단 시기 | 비고 |
| -------- | --------------- | -------------- | --- |
| 001 호기 | 1996년 ~ 1997년 | 운행 중        | 외부 대수선을 시행한 차량이다. 알스톰에서 제작하였고, 프랑스에서 시운전을 한 후 국내에 반입되었다.                                                             |
| 002 호기 | 1998년          | 운행 중        | 외부 대수선을 시행한 차량이다. |
| 003 호기 | 1998년          | 운행 중        | 외부 대수선을 시행한 차량이다. |
| 004 호기 | 1999년          | 운행 중        | 외부 대수선을 시행한 차량이다. |
| 005 호기 | 1999년          | 운행 중        | |
| 006 호기 | 1999년          | 운행 중        | |
| 007 호기 | 2000년          | 운행 중        | |
| 008 호기 | 2000년          | 운행 중        | |
| 009 호기 | 2000년          | 운행 중        | 외부 대수선을 시행한 차량이다. |
| 010 호기 | 2001년          | 운행 중        | |
| 011 호기 | 2001년          | 운행 중        | 외부 대수선을 시행한 차량이다. |
| 012 호기 | 2001년          | 운행 중        | 마지막 알스톰 제작 열차이다. 2004년 4월 1일 KTX 경부선 부산행 첫차를 운행하였다.                                                                               |
| 013 호기 | 2002년          | 운행 중        | 13호기부터는 현대로템에서 제작한 차량이다. 외부 대수선을 시행한 차량이다.                                                                                      |
| 014 호기 | 2002년          | 운행 중        | 외부 대수선을 시행한 차량이다. KTX 개통식 당시 주행차량. |
| 015 호기 | 2002년          | 운행 중        | 외부 대수선을 시행한 차량이다. 최초의 ATS 시범 작동 차량. |
| 016 호기 | 2002년          | 운행 중        | |
| 017 호기 | 2002년          | 운행 중        | 외부 대수선을 시행한 차량이다. |
| 018 호기 | 2002년          | 운행 중        | 코레일톡 객실내 미리보기 촬영차량 |
| 019 호기 | 2002년          | 운행 중        | 외부 대수선을 시행한 차량이다. 020호기는 코레일톡 객실내 미리보기 촬영차량                                                                                     |
| 020 호기 | 2002년          | 운행 중        | 외부 대수선을 시행한 차량이다. 020호기는 코레일톡 객실내 미리보기 촬영차량                                                                                     |
| 021 호기 | 2002년          | 운행 중        | 외부 대수선을 시행한 차량이다. 020호기는 코레일톡 객실내 미리보기 촬영차량                                                                                     |
| 022 호기 | 2002년          | 운행 중        | 외부 대수선을 시행한 차량이다. 020호기는 코레일톡 객실내 미리보기 촬영차량                                                                                     |
| 023 호기 | 2002년          | 운행 중        | |
| 024 호기 | 2002년          | 운행 중        | 외부 대수선을 시행한 차량이다. |
| 025 호기 | 2002년          | 운행 중        | 외부 대수선을 시행한 차량이다. 2007년 11월 3일에 발생한 부산역 KTX 열차 충돌 사고로 인하여 중파되어 운행이 중지되었던 차량이다.                                |
| 026 호기 | 2002년          | 운행 중        | 외부 대수선을 시행한 차량이다. |
| 027 호기 | 2002년          | 운행 중        | 외부 대수선을 시행한 차량이다. |
| 028 호기 | 2002년          | 운행 중        | |
| 029 호기 | 2002년          | 운행 중        | |
| 030 호기 | 2003년          | 운행 중        | |
| 031 호기 | 2003년          | 운행 중        | 외부 대수선을 시행한 차량이다. 033호기는 2013년 8월 30일 대구역 열차 충돌 사고 때문에 중파되어 운행이 중단된 바 있다.                                          |
| 032 호기 | 2003년          | 운행 중        | 외부 대수선을 시행한 차량이다. 033호기는 2013년 8월 30일 대구역 열차 충돌 사고 때문에 중파되어 운행이 중단된 바 있다.                                          |
| 033 호기 | 2003년          | 운행 중        | 외부 대수선을 시행한 차량이다. 033호기는 2013년 8월 30일 대구역 열차 충돌 사고 때문에 중파되어 운행이 중단된 바 있다.                                          |
| 034 호기 | 2003년          | 운행 중        | |
| 035 호기 | 2003년          | 운행 중        | 외부 대수선을 시행한 차량이다. |
| 036 호기 | 2003년          | 운행 중        | 과거 대통령 특별 동차이기도 했으며 047호기로 개번된 바 있다. 현재는 036호기로 변경되었으며 차량에 검측장비가 설치되어 1호차와 18호차를 24석으로 운행하고 있다. |
| 037 호기 | 2003년          | 운행 중        | 외부 대수선을 시행한 차량이다. |
| 038 호기 | 2003년          | 운행 중        | 2007년 11월 3일에 부산역 KTX 열차 충돌 사고로 중파되어 운행이 중지되었던 차량이다.                                                                             |
| 039 호기 | 2003년          | 운행 중        | 5호차가 35석 규모의 특실 객차에서 55석 규모의 일반실 객차로 시범 개조된 차량이다.                                                                              |
| 040 호기 | 2003년          | 운행 중        | 외부 대수선을 시행한 차량이다. |
| 041 호기 | 2003년          | 운행 중        | |
| 042 호기 | 2003년          | 운행 중        | |
| 043 호기 | 2003년          | 운행 중        | 외부 대수선을 시행한 차량이다. |
| 044 호기 | 2003년          | 운행 중        | |
| 045 호기 | 2003년          | 운행 중        | |
| 046 호기 | 2003년          | 운행 중        | 최후로 생산된 KTX이다. MP3 시험 작동 차량. |

## 사고
- 2007년 6월 14일 : 서울역을 출발해 부산역으로 가던 KTX 열차가 밀양시 상동역 인근을 통과하던 중 충격완화장치(요댐퍼)가 선로에 떨어져 열차에 자갈이 튀는 사고가 발생. 1명이 부상을 입고 주차되어 있던 차량 2대가 파손되었다. 해당 열차는 50분 지연 후 부산역에 도착하였다.

- 2007년 11월 3일 : 부산역을 출발할 예정이던 제 110열차(KTX 025호기)와 출발을 위해 부산역으로 진입하던 제 112열차(KTX 038호기)가 부산역 구내에서 충돌. 승객 2명이 경상을 입고 025편성과 038편성의 전두부가 부서졌다. 제 110열차는 지연 운행하였으며, 운행 예정이던 제112열차는 운휴하였다. 사고 원인은 112열차의 기관사가 신호를 인지하지 못해서이다.

- 2009년 3월 20일 : 대전광역시 중구 중촌동 대전건널목에서 광주역을 출발해 용산역으로 가던 518열차(KTX 041호기)가 만취차량에 들이받아 전두부 연결기가 부분 파손되었다.

- 2010년 10월 24일 : 서울역을 출발해 부산역으로 가던 KTX열차가 제동장치 부품 파손에 의한 고장으로 오송역에서 멈춰섰다.[64]

- 2011년 2월 25일 : 부산역을 출발해 서울역으로 가던 KTX 제 106열차가 화성시 반월터널 인근에서 멈췄다. 사고는 열감지장치의 작동에 의해 일어났다.[65]

- 2011년 3월 20일 : 부산역을 출발해 서울역으로 가던 KTX 제 130열차가 부산광역시 금정터널 내부에서 멈췄다. 사고 원인은 주요 전동 장치 중 하나인 모터블록 고장이 원인이었다. 한편 같은 해 2월 27일에도 모터블록 고장으로 신경주역에서 멈춰섰다. 또, KTX의 모터블록 고장은 KTX-산천에서도 여러 차례 발생하였다.[66]

- 2011년 5월 6일 : 부산역을 출발해 서울역으로 가던 KTX 제 132열차가 자동차축검지장치의 이상으로 김천(구미)역 인근에서 멈춰섰다. 그러나 정확한 정차 사유에 따른 안내방송 조차 없어 이용고객들의 강한 불만을 초래하였고 후속 열차도 10여분가량 지연 운행되었다.[67]

- 2011년 7월 30일 : 서울역을 출발해 부산역으로 가던 KTX 제607열차(KTX 001호기)가 충청남도 연기군(현 세종특별자치시) 청남건널목에서 승용차와 충돌해 운전자가 사망하고, 전두부가 파손되었다.

- 2013년 8월 31일 : 대구역을 무정차 통과하던 서울행 KTX 제4012열차(KTX-I 033호기)가 대구역을 통과하던중 신호체계 이상 등의 원인으로 추정되는 사고로 무궁화호 제1204열차의 기관차와 충돌하였다. 열차가 충돌하여 KTX 10량과 무궁화호 1량이 탈선하였다. 그리고 부산행 KTX 제101열차(KTX 003호기)가 사고현장에서 비상정지를 하였으나 충돌하였다. 이 사고로 상하행선이 일시 통제되었다가 하행선이 먼저 임시복구되어 KTX만 통과하고 무궁화호와 새마을호 등은 통제되었다. 사고 KTX들은 2013년 추석 대수송기간과 2014년에 두 차례에 걸쳐 운행을 재개했는데, 이 과정에서 003호기의 파손차량을 033호기로, 033호기의 파손되지 않은 2량을 003호기로 각각 옮기는 작업도 병행하였다.

- 2014년 5월 11일에도 전력공급장치의 고장으로 금천구청역에서 30분간 정차하였다.

- 2018년 10월 11일 경북 김천시 남면 경부고속선 선로에 신원미상자가 침입하여 진주행 KTX 제405 열차(014호기)와 접촉하는 사고가 발생했다. 사고 여파로 해당 열차는 40여분 지연 운행되었다. 탑승객들은 동대구역에 내려 대체열차로 환승하는 불편을 겪었다.

## 사진

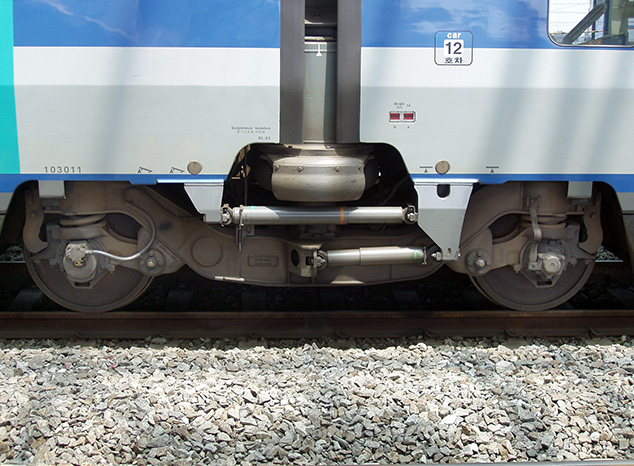
차량의 연접대차
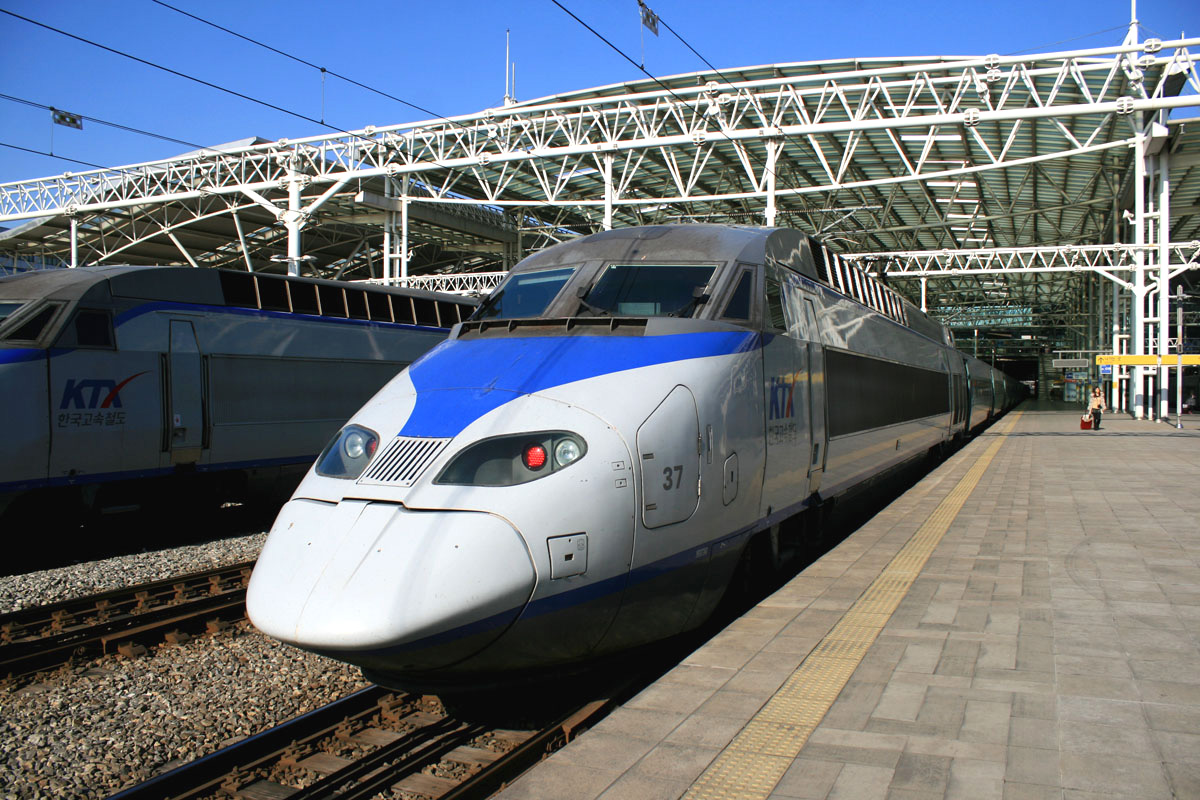
서울역에 정차 중인 037호기 동력차
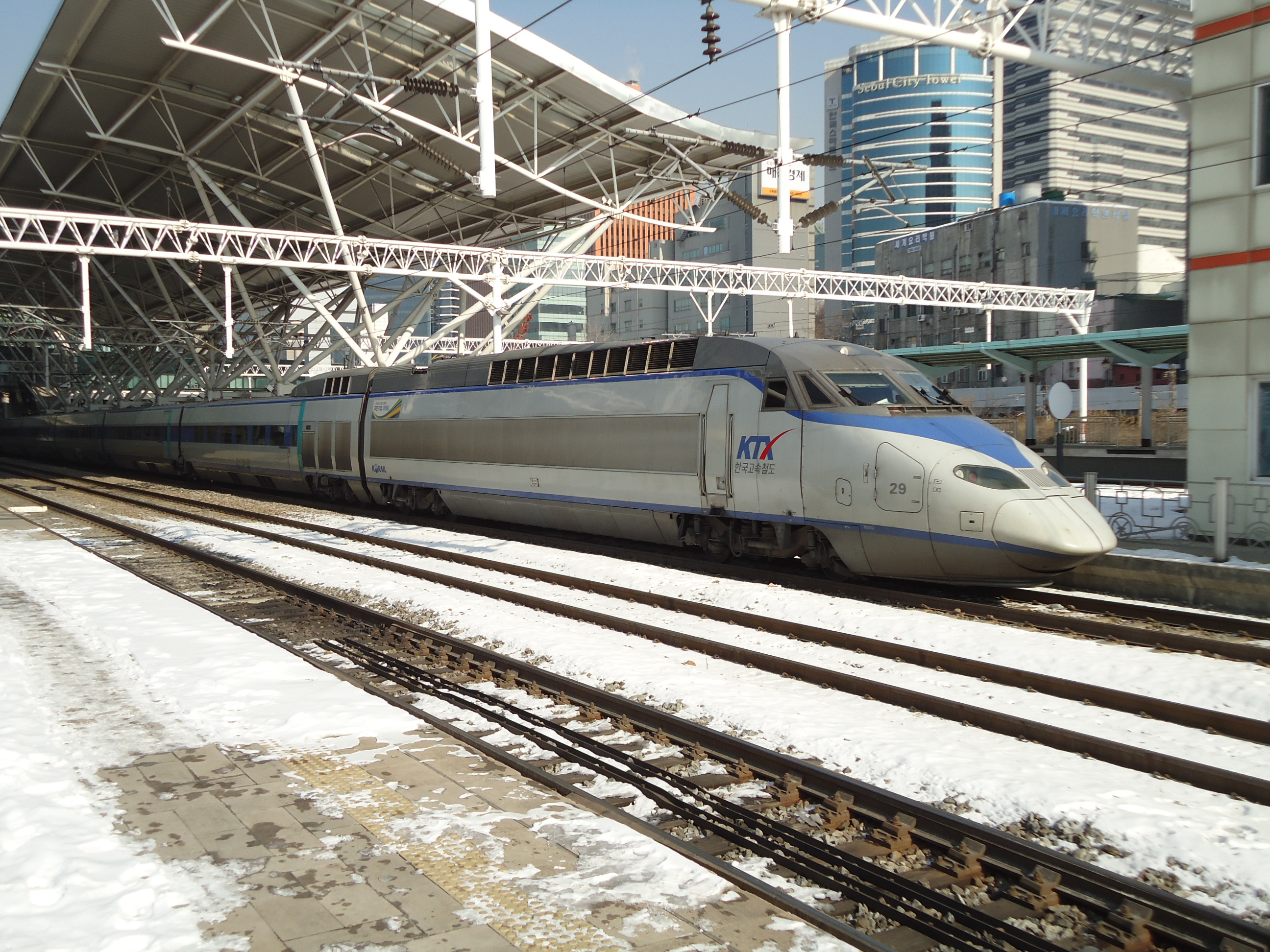
서울역에서 대기중인 부산행 029호기 KTX
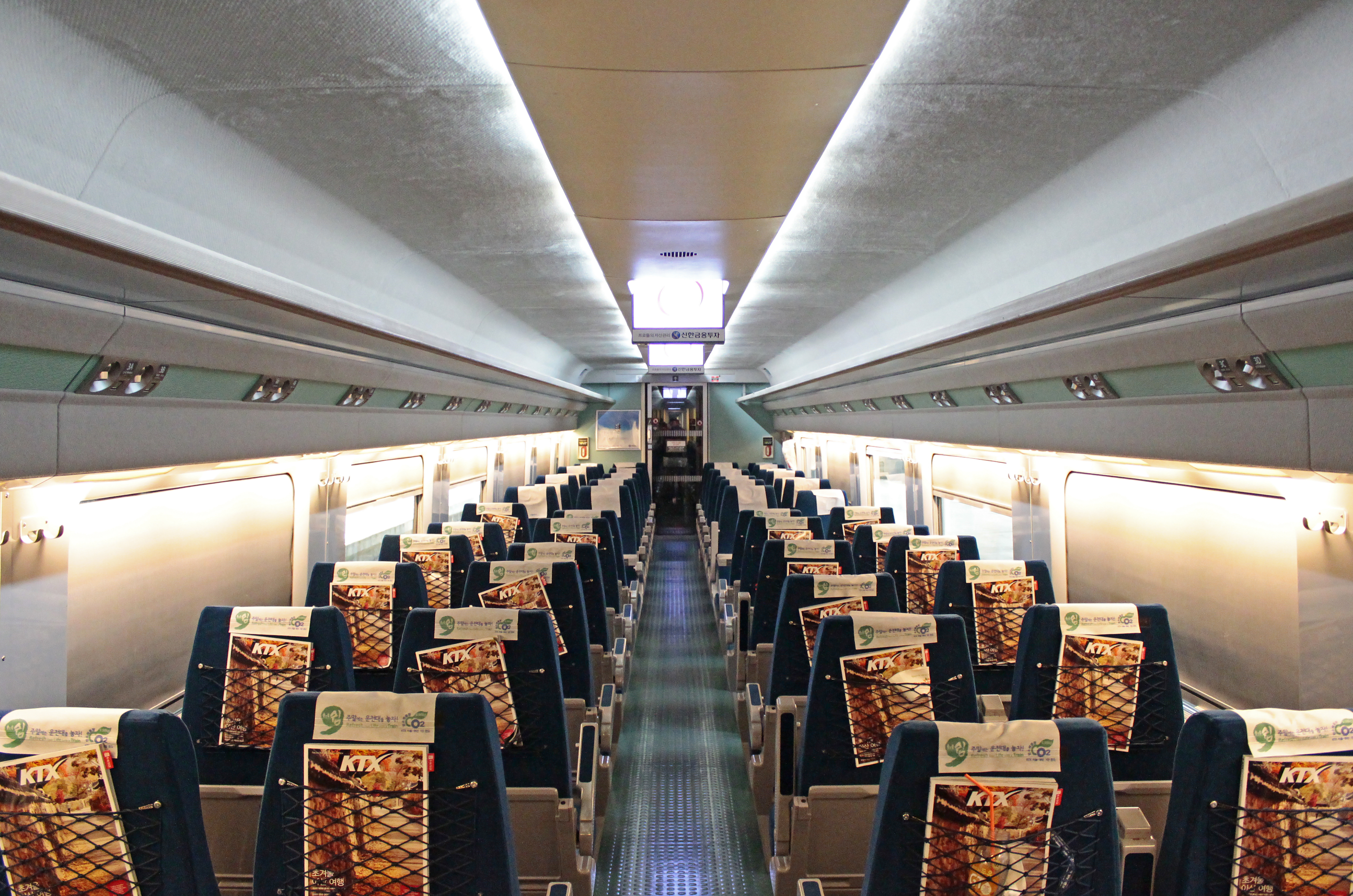
일반실 내부
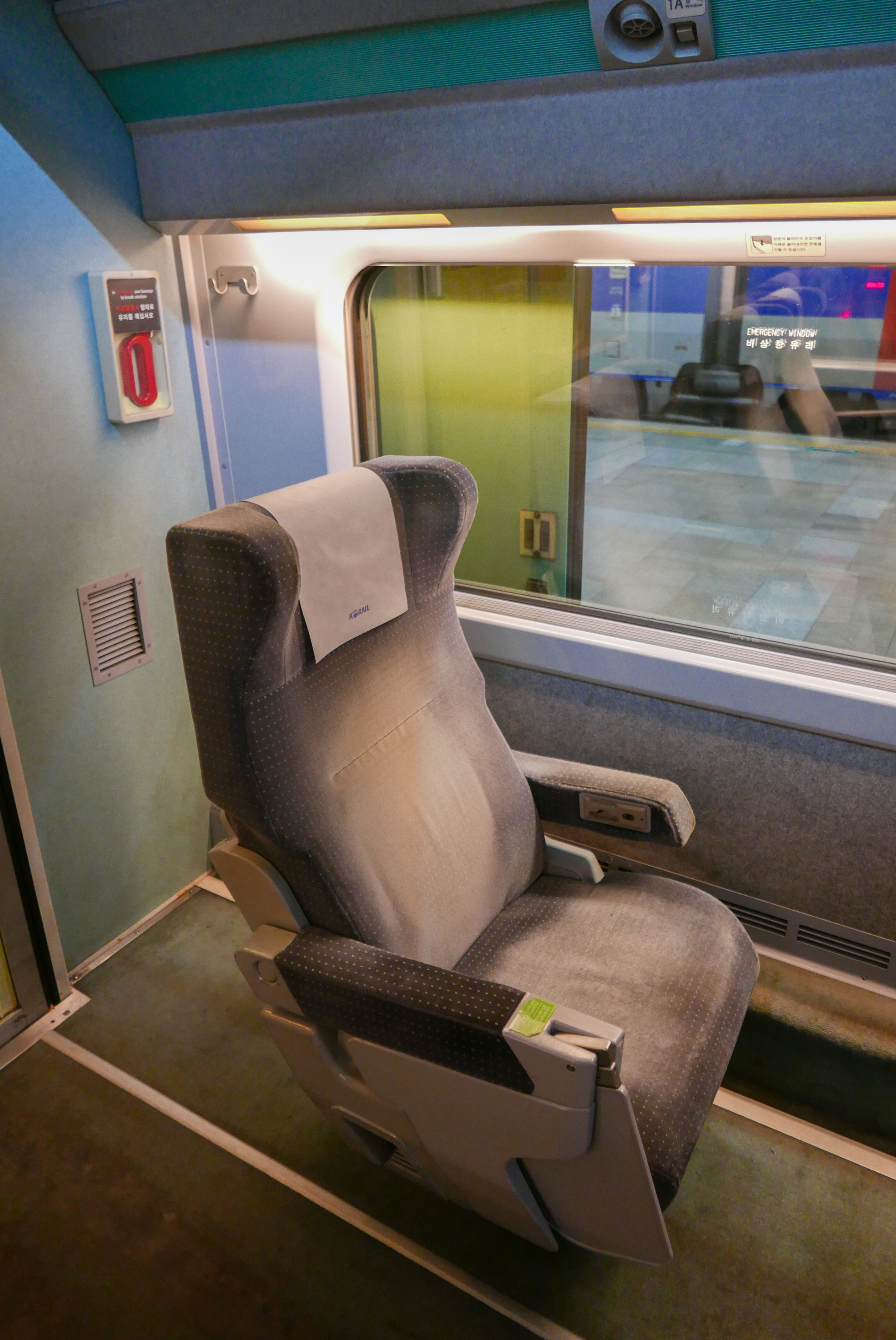
특실 1인 좌석
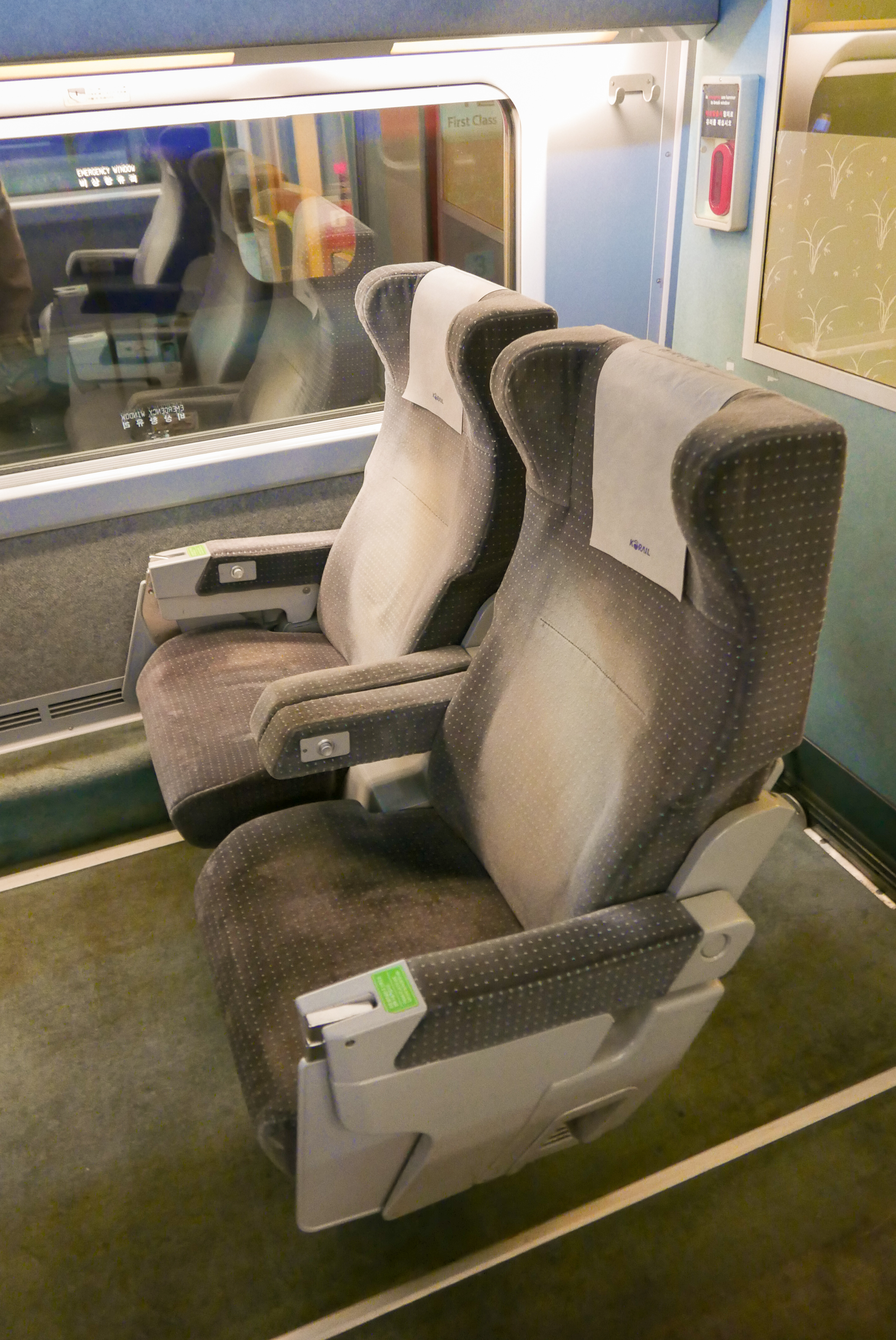
특실 2인 좌석

## 같이 보기
위키미디어 공용에 KTX 관련 미디어 자료가 있습니다.
- SNCF TGV 레조
- KTX
- KTX-산천
- KTX-이음